# Victoria Repa
Victoria Repa (nacida el 14 de noviembre de 1992, Novobakhmutivka, Donetsk Oblast, Ucrania) es empresaria, fundadora y CEO de BetterMe, una plataforma de salud y bienestar que proporciona un enfoque holístico personalizado para el bienestar y ofrece servicios para más de 150 millones de usuarios en todo el mundo.
En 2020, Victoria fue incluida en la lista de Forbes 30 Under 30 Europe en la categoría de Tecnología.

## Primeros años y educación
Victoria Repa nació y creció en el pueblo de Novobakhmutivka, situado al este de Ucrania. Estudió en una escuela local y luego se graduó de la Universidad Nacional de Donetsk. Posteriormente, Victoria obtuvo una beca totalmente financiada para estudiar economía empresarial y financiera en la Escuela de Economía de Kiev. En 2019, Victoria Repa completó el Programa Ejecutivo de Stanford.
Además, en 2022, Victoria completó la formación en el Instituto de Nutrición Integrativa y se convirtió en entrenadora de salud certificada.
Victoria Repa fue miembro del Consejo Tecnológico de Forbes. Actualmente, Victoria es miembro del Consejo de Impacto de Fast Company y Entrepreneur Leadership Network.

## Carrera profesional

### Primeros años de carrera
Tras graduarse, Victoria trabajó en Procter & Gamble como Directora Financiera en Transporte y Almacén. Después, trabajó en una empresa local de IT cofinanciada.

### BetterMe
Más tarde, Victoria Repa fundó BetterMe, lanzando la versión inicial de la app, ahora llamada BetterMe: Health Coaching. En 2018, BetterMe ocupó el primer lugar en número de descargas en Estados Unidos, siendo descargada más de 20 millones de veces a lo largo del año. En 2021, el número de descargas superó los 100 millones de veces.
En 2018, Victoria lanzó la app BetterMe: Meditación y Sueño, que posteriormente pasó a llamarse BetterMe: Salud Mental. Además, en 2018, se creó la app BetterMen.
En 2021, Victoria y su equipo también lanzaron BetterMe Store, en la que presentan su propia marca y productos para un estilo de vida saludable y activo, incluyendo ropa deportiva cómoda, athleisure con estilo y equipos de ejercicio y fitness.
BetterMe apoya a Ucrania y a sus ciudadanos y ofrece afiliación gratuita a todos los programas de salud mental y coaching de salud.
En 2023, las aplicaciones de BetterMe son usadas por más de 150 millones de personas en todo el mundo.

## Actividades sociales
Participando en eventos internacionales, Victoria Repa aboga por un enfoque holístico de la salud y el bienestar, el liderazgo femenino exitoso y la resiliencia de las empresas ucranianas.
En octubre del 2019, Victoria Repa se convirtió en la primera mujer de Ucrania seleccionada para participar en el Apple Entrepreneur Camp, un campamento de negocios tecnológicos.
En 2020, formó parte del panel de Tech Founders en el Foro Económico Mundial de Davos.
En 2022, Victoria fue ponente en la cumbre de Forbes 30 Under 30 Summit EMEA y ocupó el escenario principal en la Web Summit Lisbon 2022, una importante conferencia tecnológica.
En 2023, fue ponente en Web Summit Rio y fue la única oradora ucraniana en la exposición-festival internacional anual de tecnología, London Tech Week.
En 2023, Victoria Repa fue ponente en la Cumbre del Fondo de Apoyo a Ucrania de Google for Startups. Además, abordó el tema del liderazgo femenino en la WomenTech Global Conference y participó en un panel de la Sifted Summit en el que se debatió el futuro de la femtech.

## Reconocimientos
En 2020, Victoria fue reconocida como la Mejor Influencer Europea Femenina de Startups del Año y una de las mujeres más influyentes de Europa en el espacio de startups y capital riesgo.
En marzo del 2020, apareció en Forbes 30 Under 30 Europe 2020 en la categoría de 'Tecnología'.
Victoria Repa se aseguró la victoria en la categoría 'Mejor Influencer Femenina del Año en Europa' en 2020.
En 2021, Victoria también fue incluida en el TOP-30 de mujeres ucranianas con un éxito impresionante en los negocios, en el TOP 30 de ucranianas que están cambiando el mundo ahora mismo según NV y en muchos otros. En 2022, fue reconocida entre las 5 mejores empresarias del año por Forbes Ucrania.
En 2022, recibió el Stevie Award de bronce en la categoría de "Mejor empresaria de Europa, Oriente Medio y África".
En 2022, Victoria Repa fue galardonada con el Premio a la Excelencia Empresarial "Ejecutiva más Innovadora en Tecnología de Salud y Fitness" por BetterMe.
Ese mismo año, fue reconocida entre las 100 mejores empresarias del mundo en 2022 por la revista The Global Woman Magazine.